# Beeldenpark van de Pinakotheken München
Het Beeldenpark van de Pinakotheken München bevindt zich in de openbare ruimte van het Kunstareal München tussen de Neue Pinakothek, de Alte Pinakothek en de Pinakothek der Moderne in de Beierse hoofdstad München.

## Collectie

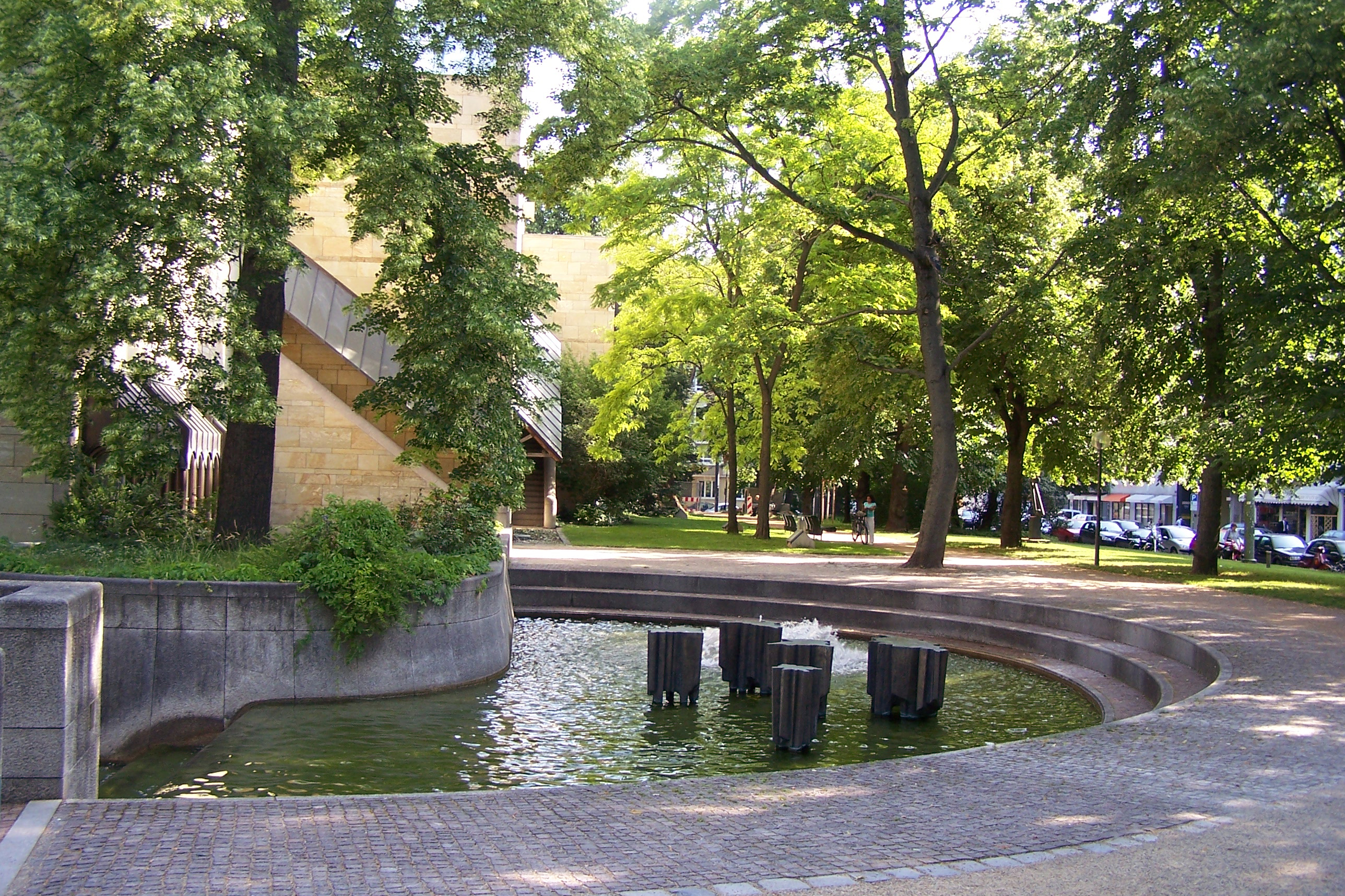
Skulpturenpark Pinakotheken München

De collectie van het beeldenpark omvat de navolgende werken:
1. Hermann Hahn: Rossebändiger (1931)
2. Bernhard Bleeker: Rossebändiger (1931)
3. Henry Moore: Große Liegende (1957)
4. Marino Marini: Miracolo (1969/1960)
5. Toni Stadler: Aglaia (1961)
6. Henry Moore: Liegende (1969/1970)
7. Erich Hauser: Doppelsäule 23/70 (1970)
8. Fritz Koenig: Große Zwei V (1973
9. Hans Wimmer: Trojanisches Pferd (1976/1981)
10. Georg Brenninger: Kontinente (1984)
11. Eduardo Paolozzi: For Leonardo (1986)
12. Eduardo Chillida: Buscando la Luz (1997)
13. Alf Lechner: Zueinander (1999)
14. Fritz Koenig: Große Biga (2000)
15. Henk Visch: Present Continuous (2011)

## Fotogalerij

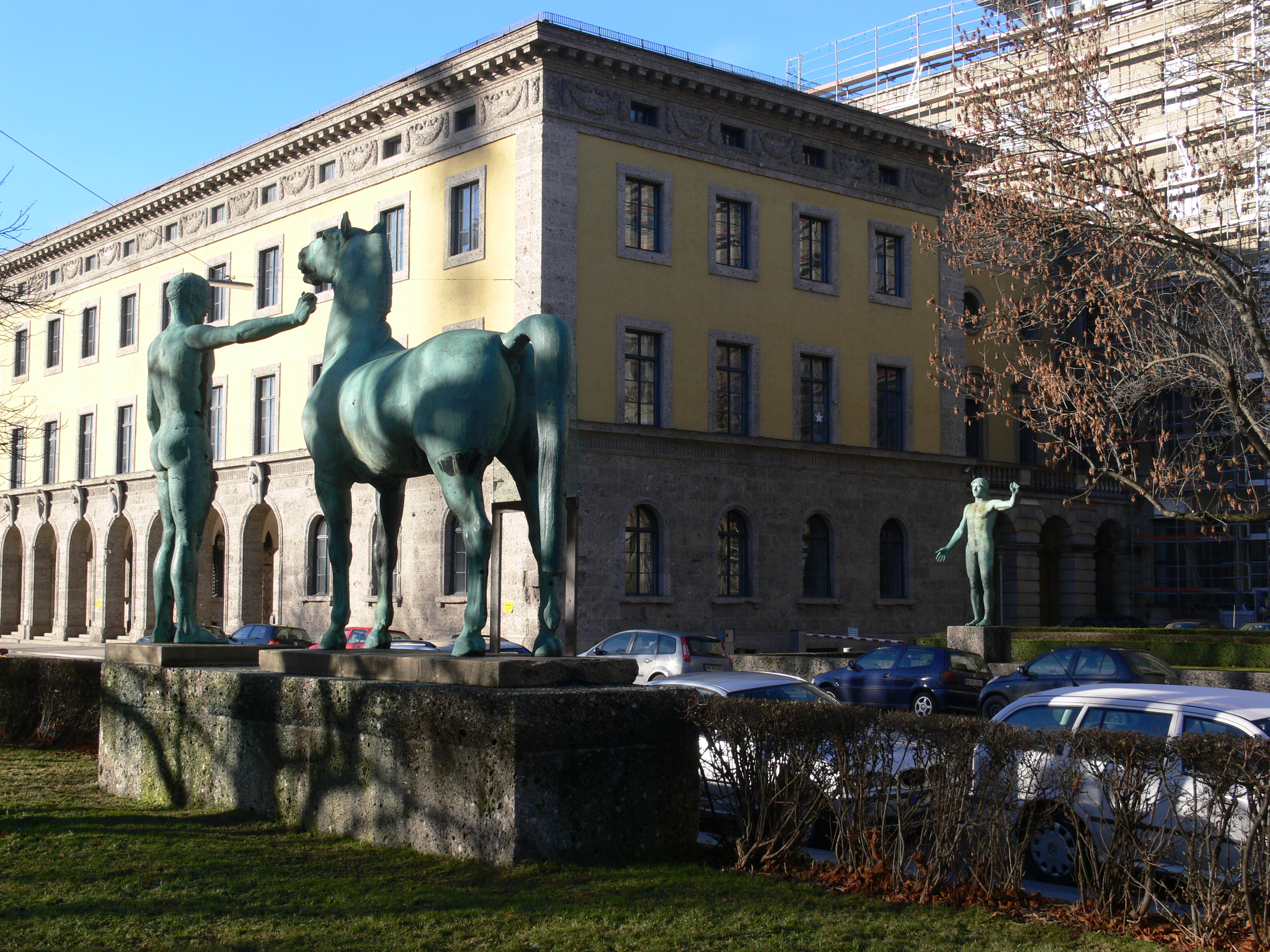
Nr. 1 : Hermann Hahn: Rossebändiger
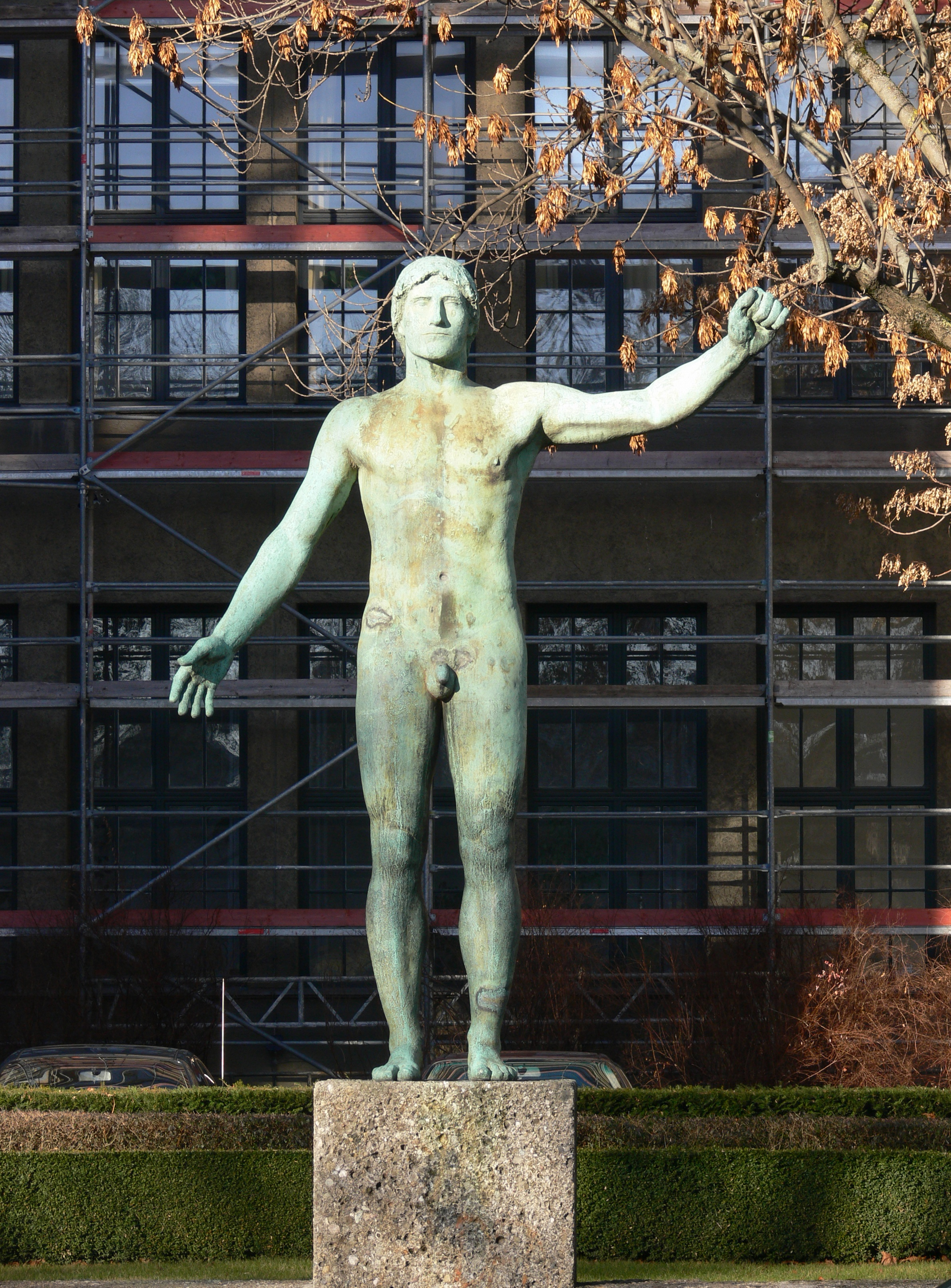
Nr. 2 : Bernhard Bleeker: Rossebändiger
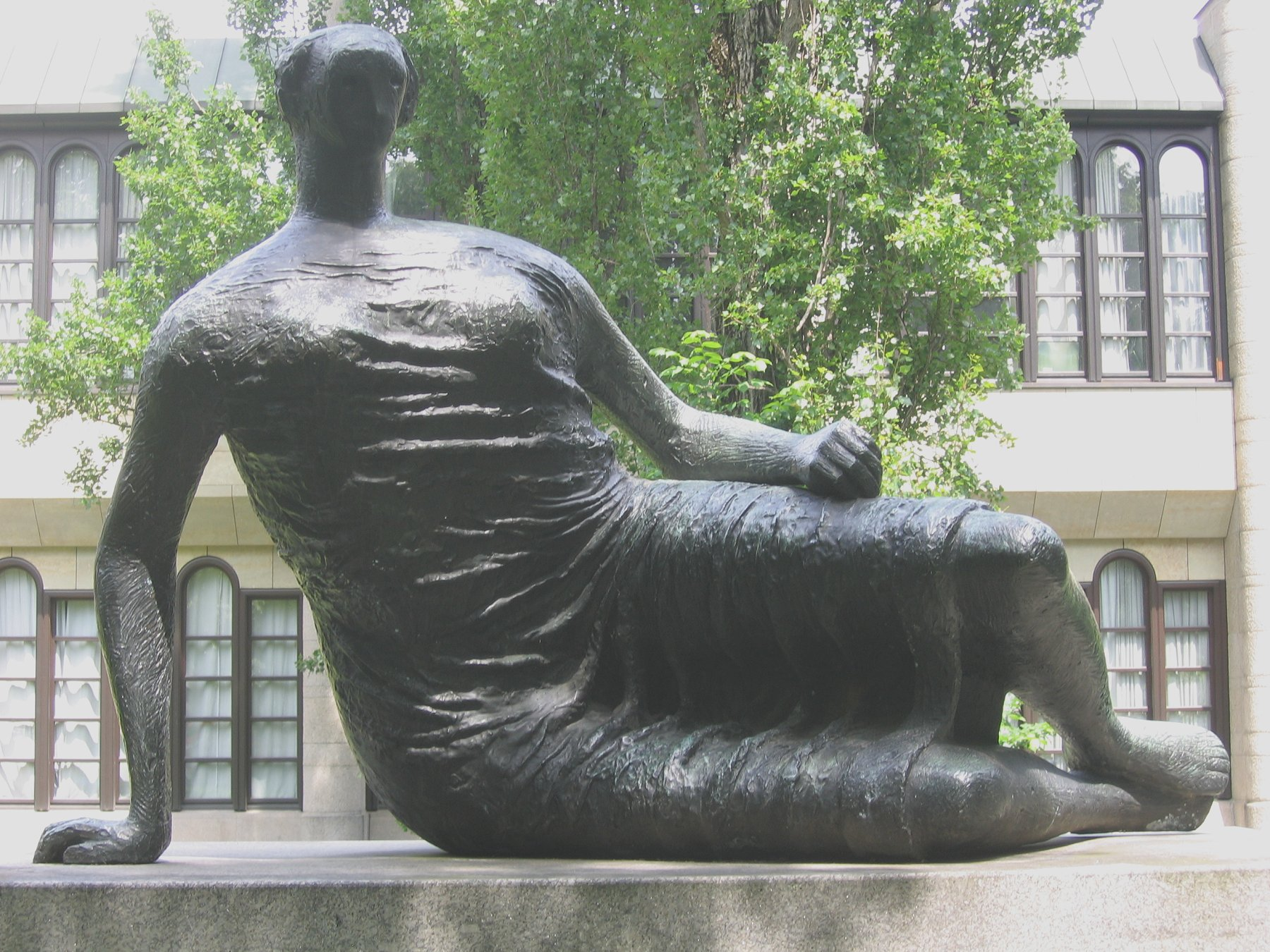
Nr. 3 : Henry Moore: Große Liegende
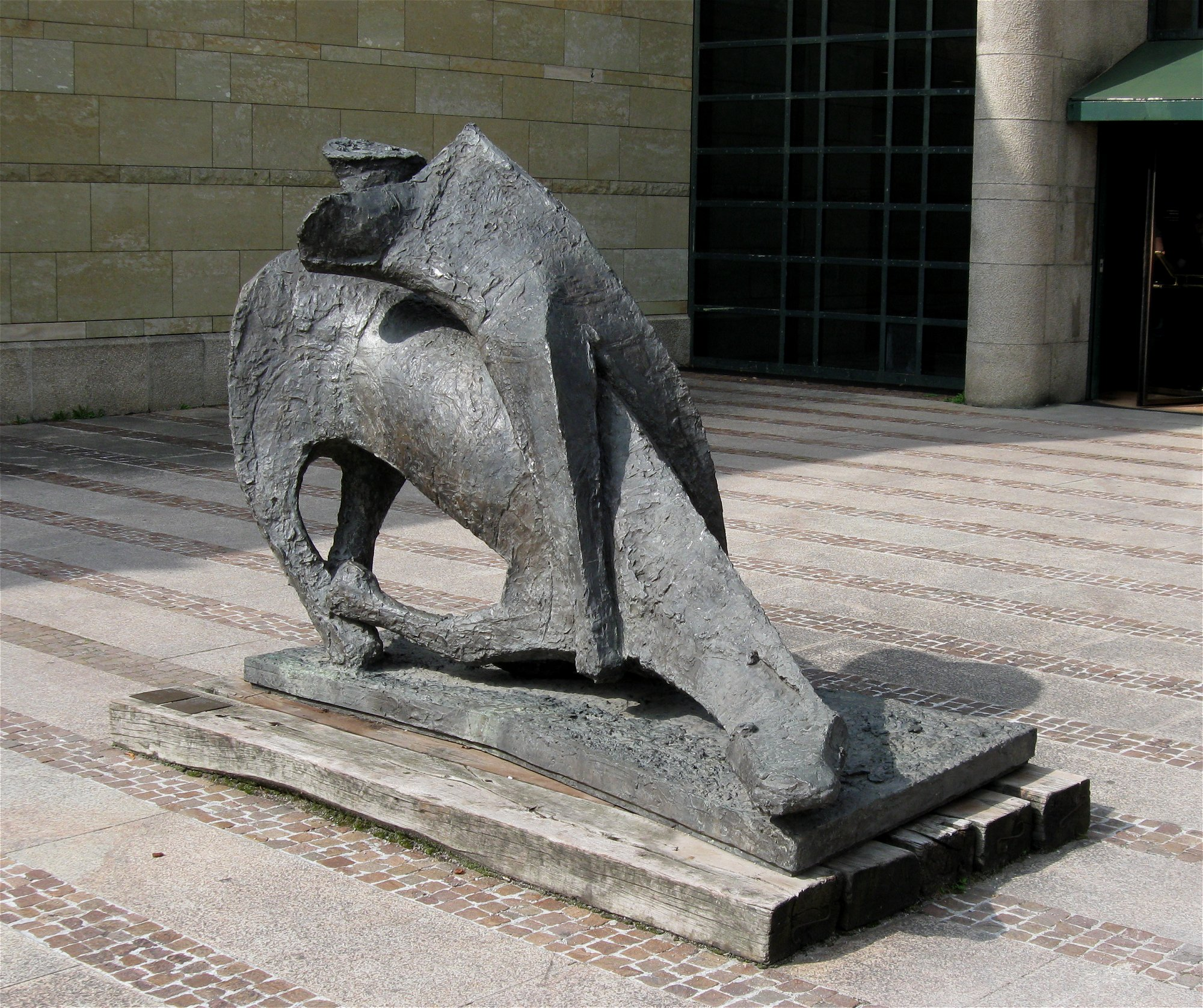
Nr. 4 : Marino Marini: Miracolo
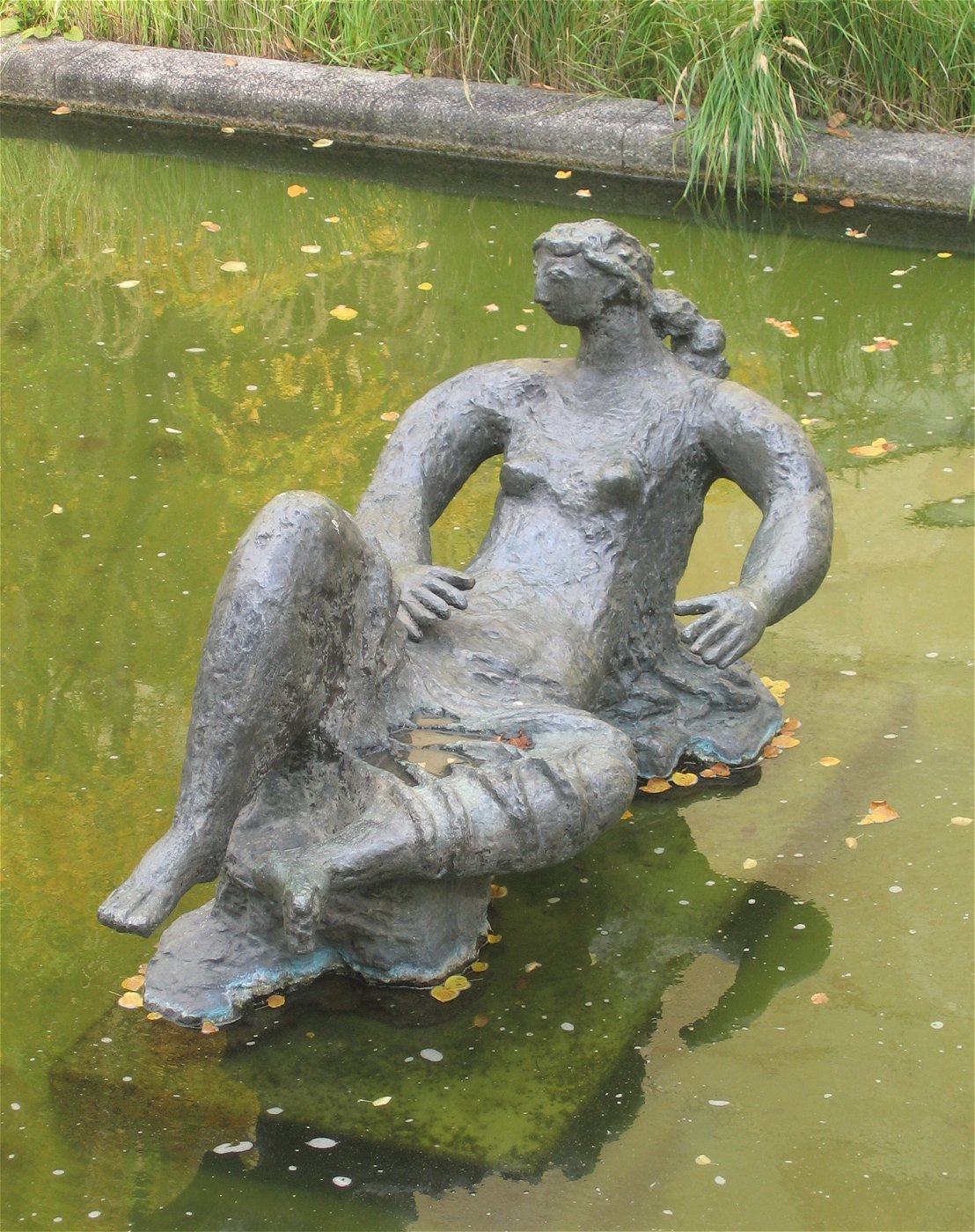
Nr. 5 : Toni Stadler: Aglaia
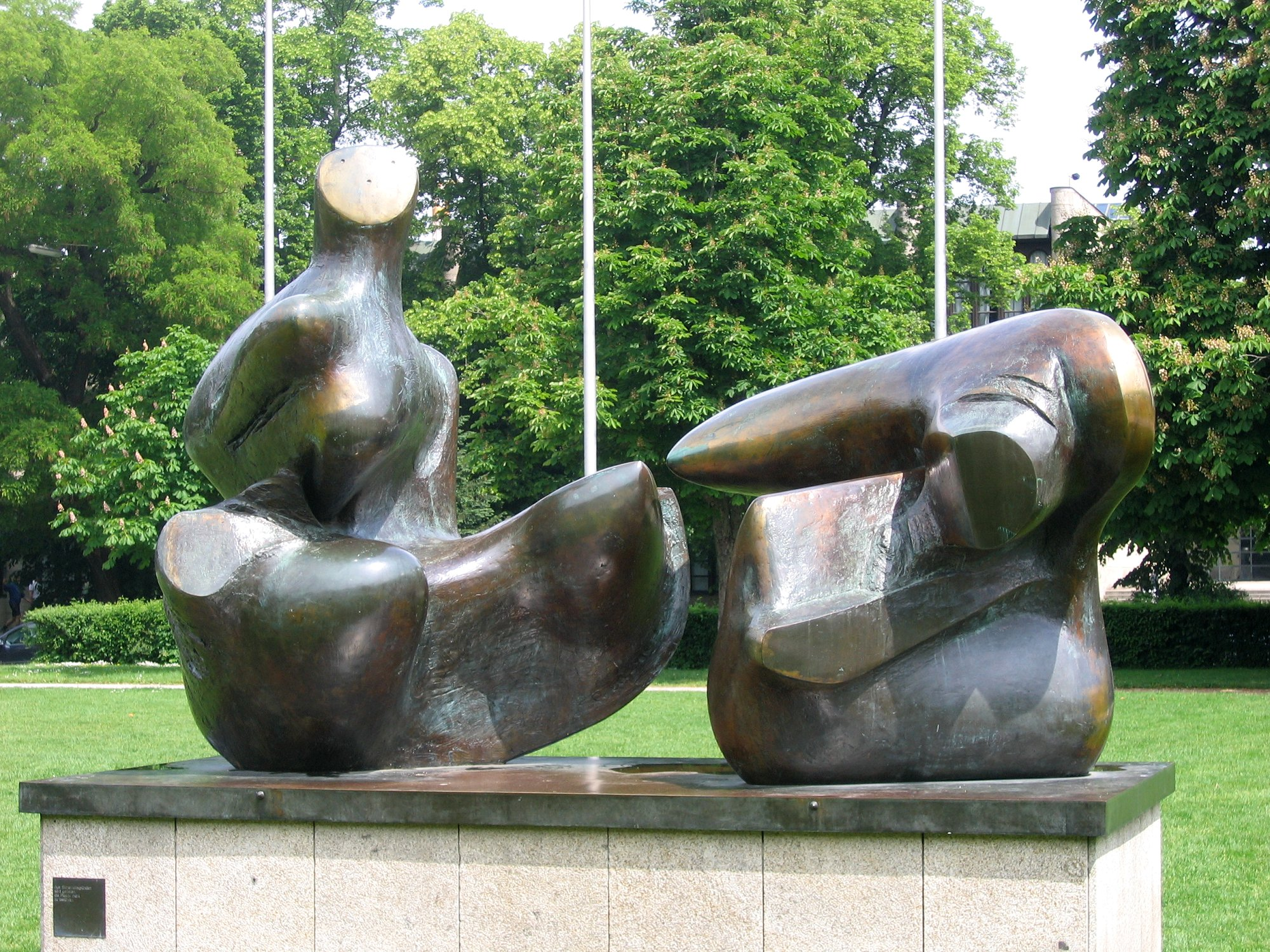
Nr. 6 : Henry Moore: Liegende
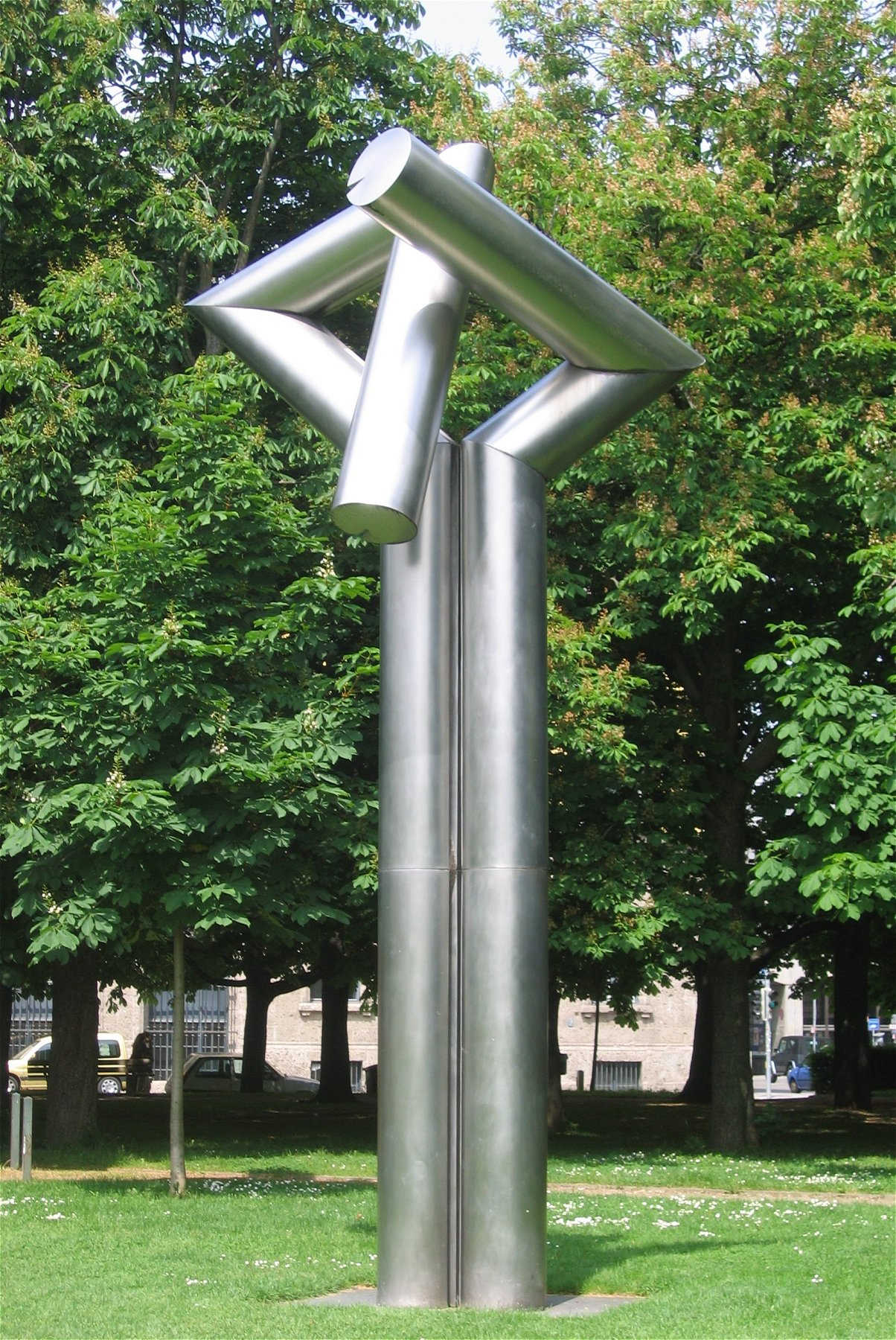
Nr. 7 : Erich Hauser: Doppelsäule 23/70
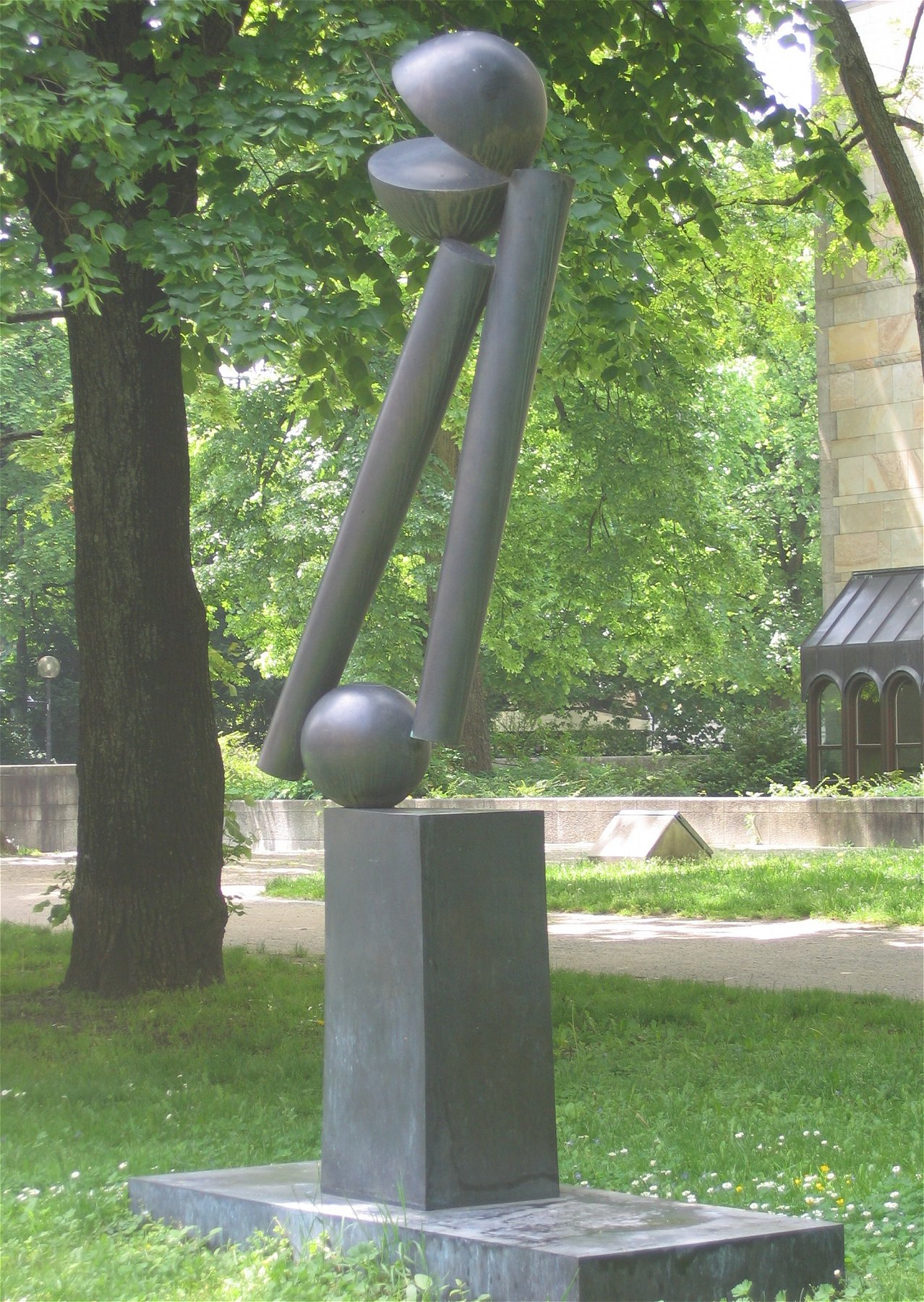
Nr. 8 : Fritz Koenig: Grosse zwei V
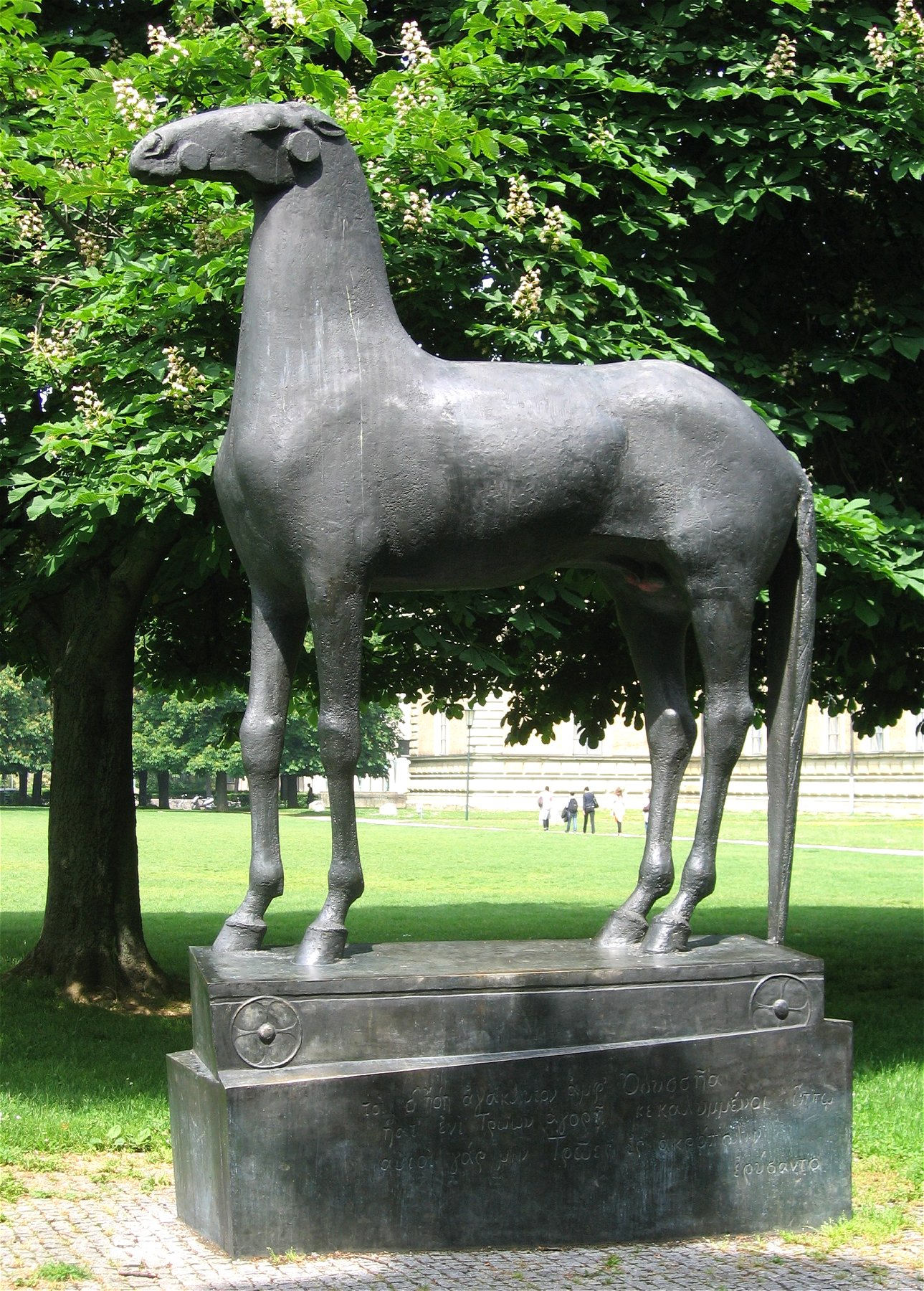
Nr. 9 : Hans Wimmer: Trojanisches Pferd
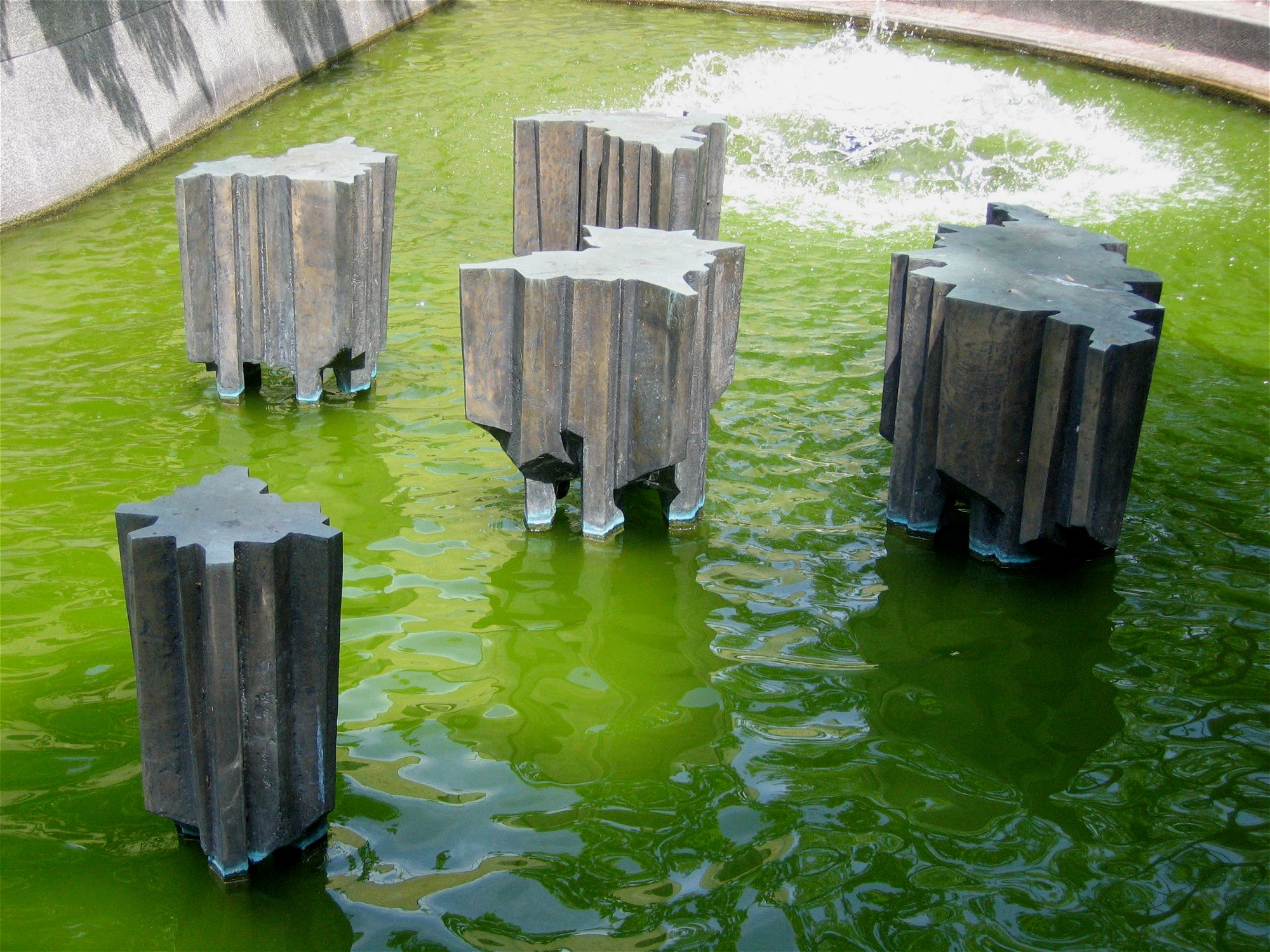
Nr. 10 : Georg Brenninger: Kontinente
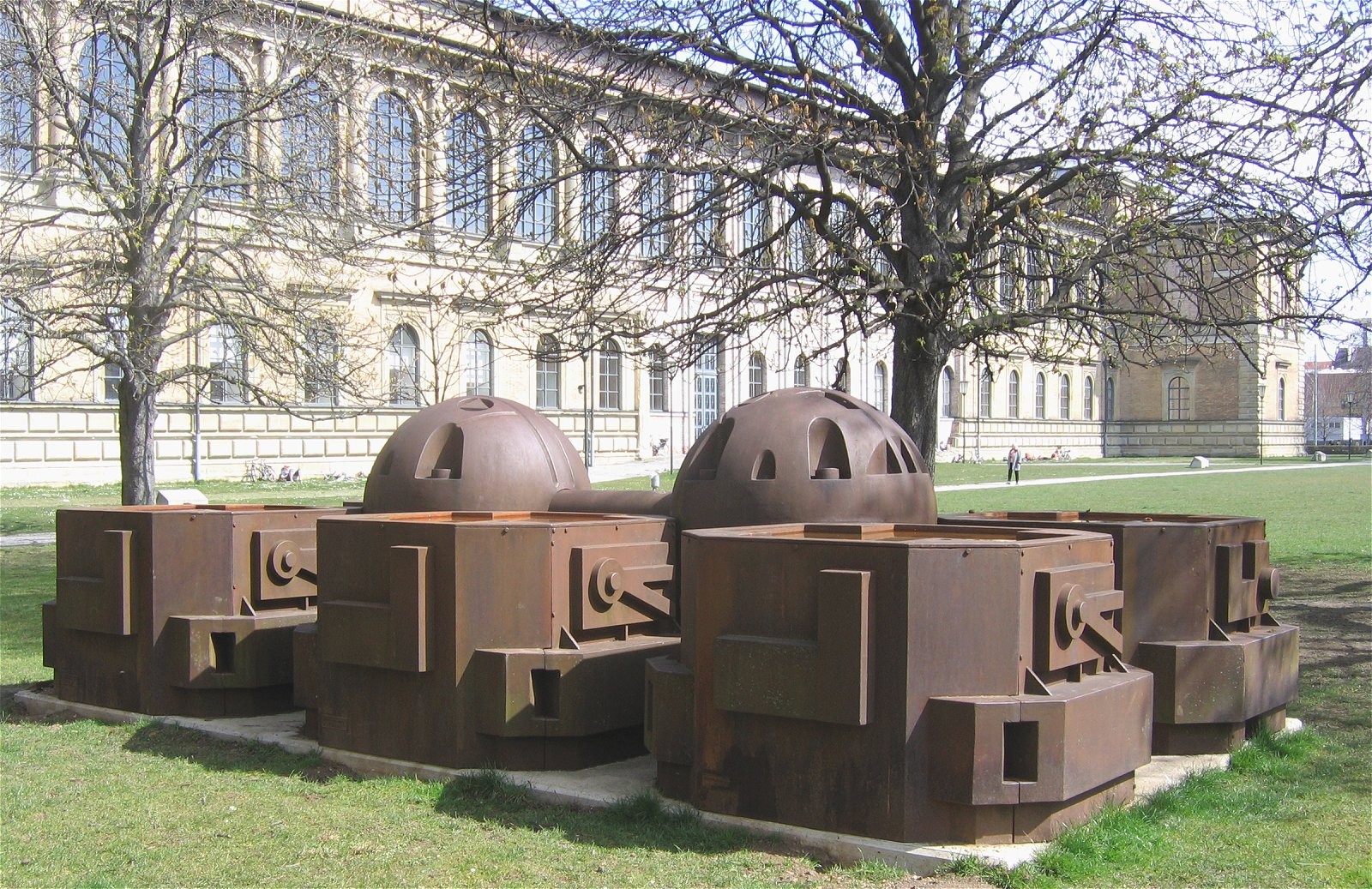
Nr. 11 : Eduardo Paolozzi: For Leonardo
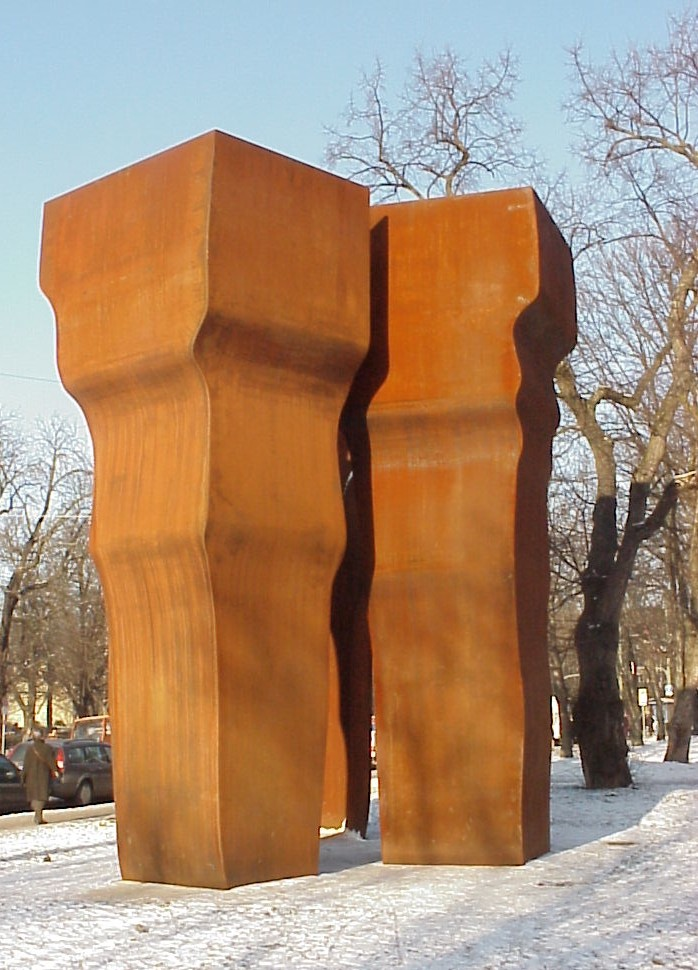
Nr. 12 : Eduardo Chillida: Buscando la Luz
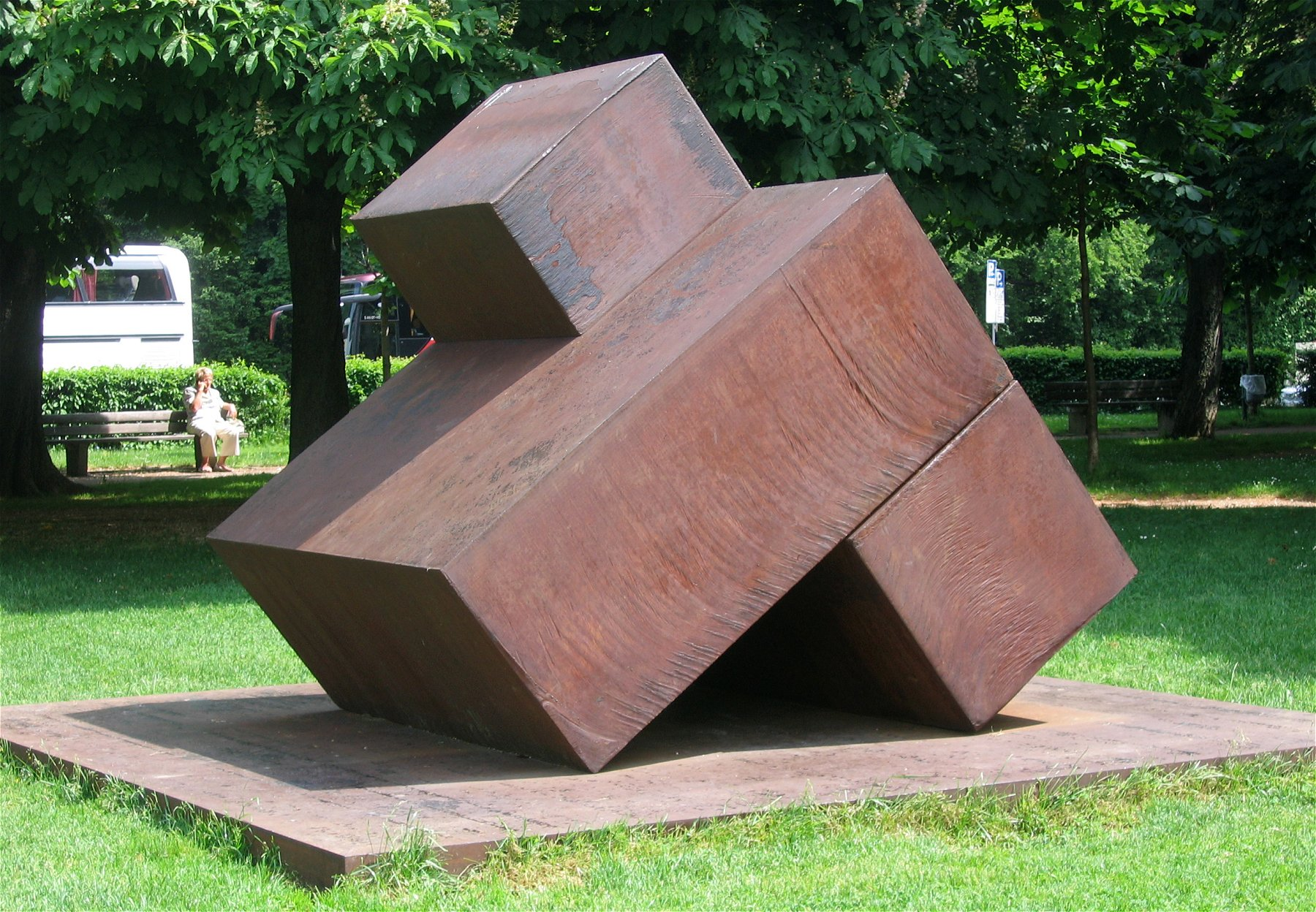
Nr. 13 :Alf Lechner: Zueinander
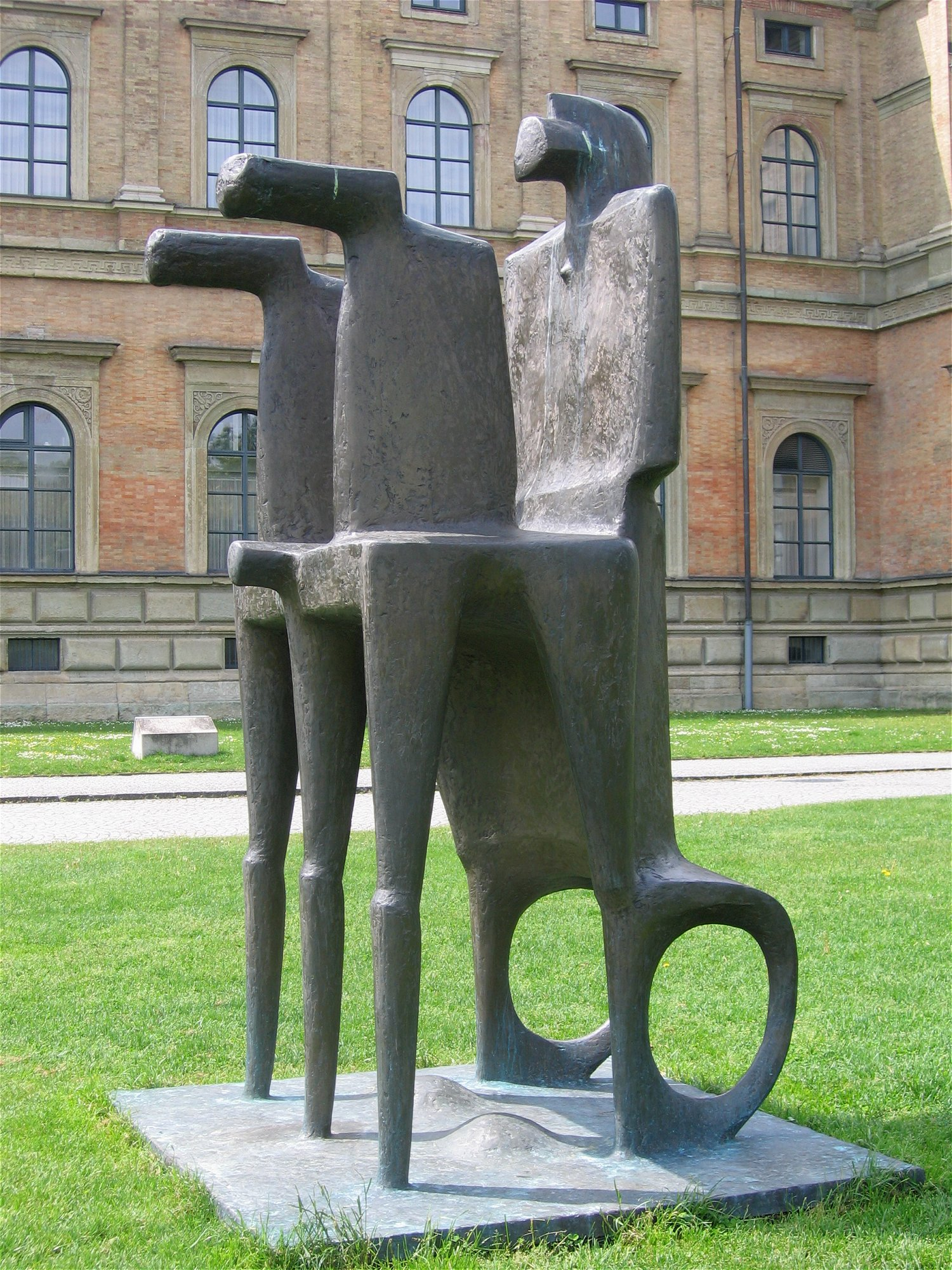
Nr. 14 : Fritz Koenig: Große Biga
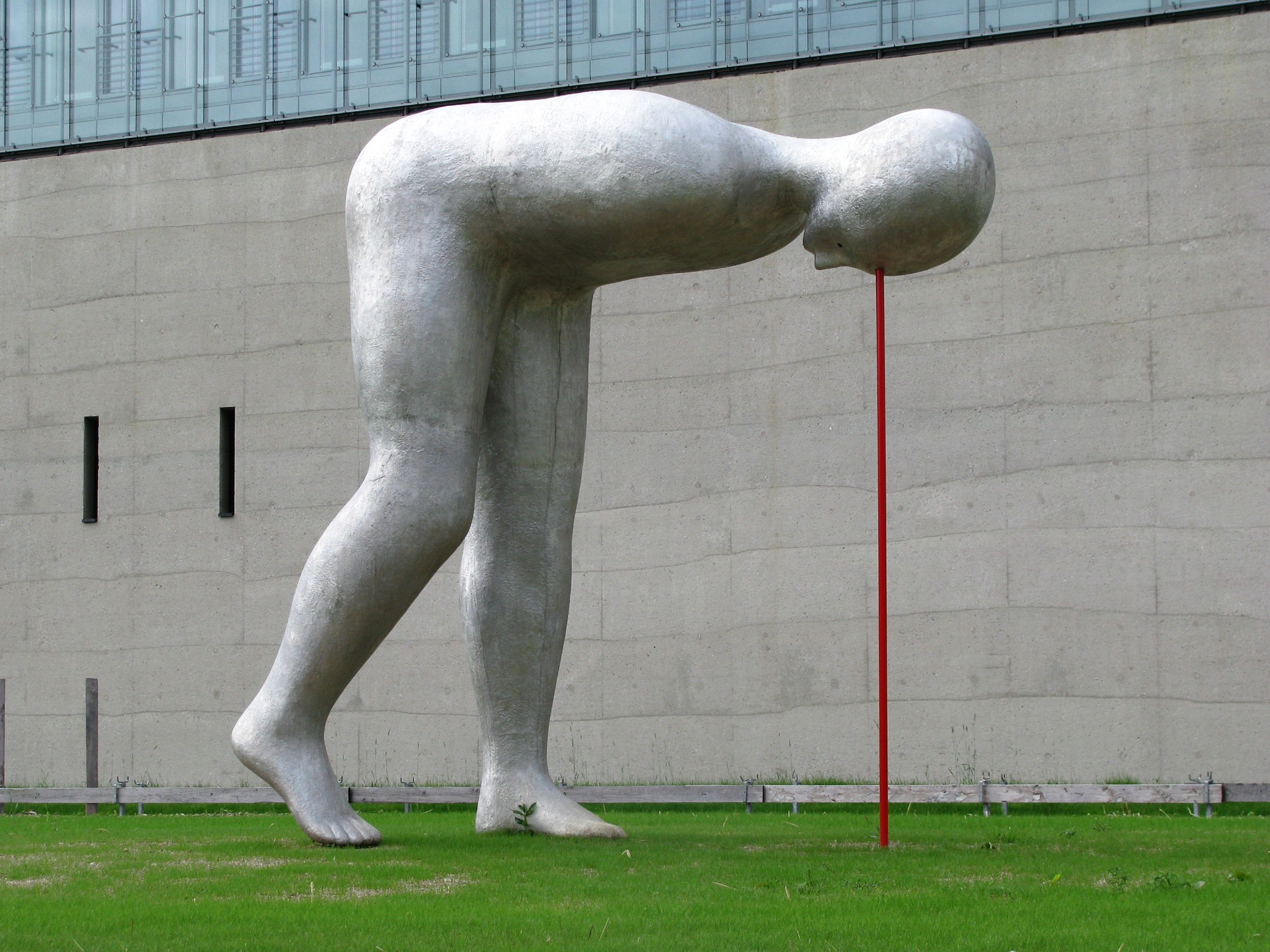
Nr. 15 : Henk Visch: Present Continuous